# De duistere voorspelling
De duistere voorspelling is een Amerikaanse fantasyroman in het thema van de Griekse en Romeinse mythologie. Het is geschreven door de Amerikaanse schrijver Rick Riordan. Het is gepubliceerd op 2 mei 2017 en is het tweede boek in de serie De beproevingen van Apollo. Het oorspronkelijke kaftontwerp is gemaakt door John Rocco. Behalve in het Nederlands zijn er nog zeven andere taalversies, waaronder het Engelse origineel.
Het boek begint waar Het verborgen orakel stopte. Apollo vervolgt zijn zoektocht in de gedaante van Lester Papadopoulos naar de orakels om zijn goddelijkheid terug te krijgen. Samen met Meg McCaffrey reist hij naar het orakel van Trophonius in Indianapolis. Later raakt hij in conflict met Commodus, een van de drie keizers van het Triumviraat.
Het boek krijgt positieve reviews van critici voor de humor en diverse karakters. In de VS zijn in de eerste week na het uitkomen van het boek 63.000 exemplaren verkocht. Daarmee was het volgens The New York Times een van de beste bestsellers van dat moment.

## Verhaal
Zes weken na Meg kwijt te zijn aan Nero en de eerste voorspelling te hebben ontvangen gaan Apollo, Leo, Festus en Calypso op reis om Nero, alias het Beest, te stoppen. Ze worden gered van een groep aanvallende Blemmya. Ze worden uitgenodigd naar het Tussenstation te komen, waar Apollo zich herinnert dat ze Hemithea's gebed beantwoordde toen ze een Griekse prinses was en Hemithea in een godin veranderde, maar zijn geschenk werd afgewezen toen ze zich bij de Jagers van Artemis voegde. Hij komt erachter dat ze een relatie heeft met Josephine en dat de twee hun onsterfelijkheid als jagers hebben opgeofferd voor liefde en als stervelingen leven. Hun geadopteerde dochter Georgina werd vermist na het zoeken naar het Orakel van Trophonius om een profetie te ontvangen om te voorkomen dat keizer Commodus hun griffioenen zou nemen. In plaats daarvan ontvangt ze een bericht dat haar geest beschadigt en ervoor zorgt dat ze afdwaalt. Britomartis, de godin van de netten en eigenaar van het Tussenstation, geeft Apollo en Calypso opdracht om de door Commodus gestolen griffioenen te redden. Het duo slaagt erin de griffioenen te redden, maar wordt in het nauw gedreven door Lityerses, de man van Commodus en de zoon van koning Midas die een wrok koestert tegen Leo vanwege zijn rol in Midas' tweede dood en Lityerses die in een gouden standbeeld wordt veranderd. Meg McCaffrey arriveert net op tijd en duelleert met Lityerses totdat Apollo de rest van de gekooide dieren vrijlaat. Apollo pakt dan Meg op zijn griffioen terwijl Lityerses wordt vertrapt, en de drie gaan naar het tussenstation.
Apollo, Leo en Meg gaan naar het hol van Commodus en bevrijden alle gevangengenomen dieren en gevangenen, inclusief Georgina. Ze zoeken naar de Troon van Herinnering en vinden die, maar ze worden ontdekt door Commodus. Ze slagen erin te ontsnappen met de hulp van Festus en de Jagers van Artemis en redden Lit, die zou worden geëxecuteerd. Ze nemen iedereen mee terug naar het Tussenstation, waar Georgina een opgenomen bericht doorgeeft in plaats van een profetie van Trophonius, die de zoon van Apollo blijkt te zijn. Hij verwijst naar Georgina als een zus, waardoor iedereen denkt dat ze de dochter van Apollo is. Apollo en Meg besluiten naar het Orakel te reizen voor de profetie, terwijl de rest het Tussenstation verdedigen. Bij het Orakel drinkt Apollo uit zowel de Rivier van Herinnering als van Vergetelheid om zich voor te bereiden op het nemen van de profetie, maar waardoor hij ook voorlopig zijn verstand verliest. Meg zingt een lied over haar verdriet dat Apollo terug naar de realiteit brengt en de geest van Trophonius wekt. Apollo smeekt Trophonius om hem te nemen in plaats van Meg, waar Trophonius mee instemt in ruil voor een wens, maar geeft haar de profetie toch.
Apollo voert reanimatie uit op Meg en vernietigt het Orakel, waardoor de wens van Trophonius wordt vervuld. Perzik de karpoi en zijn vrienden drijven ze naar het Tussenstation op tijd voor de strijd. Apollo vindt Commodus vechtend tegen Josephine, Calypso, Lit en Thalia terwijl Leo, Hemithea en Georgina gegijzeld worden. Apollo voelt een golf van goddelijke kracht in zich en waarschuwt Commodus om af te treden. Commodus luistert niet naar Apollo's woorden. Apollo slaagt erin zijn ware goddelijke gedaante te onthullen, waardoor Commodus en zijn mannen, die gedwongen worden te vluchten, verblind worden. Meg onthult een profetie in de vorm van een Shakespeare-sonnet, die hen vertelt dat ze Camp Jupiter over vijf dagen moeten waarschuwen voor een aanval en met de hulp van een sater in het Labyrint zullen moeten reizen. Meg roept de dichtstbijzijnde sater op met haar krachten, die Grover Underwood blijkt te zijn.

### Karakters
- Apollo / Lester Papadopoulos: De hoofdpersoon. Apollo vervolgt zijn zoektocht om de orakels te vinden. Hij reist naar het Orakel van Trophonius om de volgende voorspelling te bemachtigen.
- Leo Valdez: Halfgod en zoon van Hephaistos. Nadat hij tot leven is gekomen in Het bloed van Olympus helpen hij en zijn vriendin Calypso Apollo.
- Calypso: Dochter van de Titaan Atlas. Ze was bevrijd van haar gevangenis in Ogygia door Leo en helpt nu Apollo. Ze dacht dat ze haar magische krachten had verloren na het verlaten van Ogygia maar verrassend genoeg behield ze haar krachten. Calypso verloor alleen de controle over haar krachten maar in het tussenstation hervond ze die.
- Meg McCaffrey: 12-jaar oude dochter van Demeter en de overleden dr. Philip McCaffrey en Apollo's meesteres. Ze helpt Apollo in zijn zoektocht om het Orakel van Trophonius te vinden.
- Commodus: Commodus is de tweede en zwakste keizer van het Triumviraat. Als een Romeinse keizer hield hij van Apollo maar Apollo doodde hem in z'n badkuip waardoor hij wraak wil nemen.
- Festus: Een bronzen draak. Na te zijn gerepareerd door Leo Valdez in The Blood of Olympus, biedt de vuurspuwende draak een escorte op hun zoektocht.
- Lityerses: De halfgod zoon van koning Midas en Demeter die ook bekend staat als de Reaper of Men of gewoon Lit. In The Lost Hero werd Lit samen met zijn vader koning Midas opgewekt door Gaea door de deuren van de dood, maar hij werd door Jason Grace in een gouden standbeeld veranderd. Opnieuw vrij, Lit dient als een van Commodus' luitenants en zoekt wraak op Leo voor zijn rol in Midas' tweede dood en Lit's gevangenschap. Verlicht later defecten aan de zijde van Apollo, helpend om het Tussenstation te verdedigen en de aanvalsmacht van Commodus te verslaan.

## Aankondiging
The Dark Prophecy werd aangekondigd op de website van Rick Riordan op 5 mei 2016, twee dagen na de release van Het verborgen orakel.
De omslag, geïllustreerd door John Rocco, werd onthuld op 22 december 2016; met Apollo samen met strijdstruisvogels en een paar griffioenen. Het eerste hoofdstuk werd op dezelfde dag als een fragment samen met de omslag uitgebracht door USA Today. Daarnaast werd er een trailer uitgebracht op YouTube om het boek te promoten. In maart had Riordan contact met fans en signeerde ongeveer 1700 exemplaren van het boek.

## Lancering
De duistere voorspelling werd op 2 mei 2017 in de Verenigde Staten uitgebracht door Disney-Hyperion. Een audioboek, verteld door Robbie Daymond, werd op dezelfde datum gepubliceerd door Books on Tape. Het boek werd ook uitgebracht in e-book en paperback formaat. Voor de eerste druk bood Disney-Hyperion verschillende geschenken aan, afhankelijk van waar het boek werd gekocht: een De beproevingen van Apollo-pen en een zakdagboek bij Hypable, en Kamp Halfbloed-zonnebrillen en De beproevingen van Apolli-strandmat bij The Young Folks. De eerste druk van de duistere voorspelling was 2 miljoen exemplaren in de Verenigde Staten.
In het Verenigd Koninkrijk en Australië werden op 2 mei ook Engelstalige edities in hardcover, paperback, ebook en audiobook uitgebracht door Puffin Books. Tot op heden zijn er edities uitgebracht in het Spaans, Italiaans, Pools, Portugees, Bulgaars, Nederlands, Frans, Tsjechisch, Turks, Noors, Albanees, Hebreeuws, Catalaans en Vietnamees. Hoewel veel niet-Engelse edities gebruik maakten van John Rocco's cover art, gemaakt voor de Amerikaanse editie, hebben een paar - en de Puffin-edities - unieke covers van andere illustratoren.
The Dark Prophecy verkocht in de eerste week 62.987 exemplaren in de VS en 6.419 in het VK. Het was de meest gekochte roman in de Verenigde Staten in de eerste week van mei en presteerde bijna 15.000 eenheden beter dan de tweede plaats (Neil deGrasse Tyson's Astrophysics for People in a Haast). Na de release stond het boek op nummer 1 op de bestsellerlijst van The New York Times en op de bestsellerlijst van Publishers Weekly. Het bleef op de laatste gedurende 23 weken. De roman stond ook op de bestsellerlijst van USA Today. Het kwam op nummer 11 op de bestsellerlijst van iBooks, maar zakte een week later naar de 18e en na nog een week verder naar de 20e.
Vanaf februari 2018 heeft het boek alleen al meer dan 252.000 exemplaren in hardcover-formaat verkocht.
Het boek kreeg een Lexile-score van 700L, waardoor het geschikt is voor leeftijd en moeilijkheidsgraad voor de gemiddelde 11-13-jarige. Op Scholastic wordt het boek aanbevolen aan leraren als geschikt materiaal voor de groepen 3-5, 6-8 en 9-12. Een recensent voor Common Sense Media beoordeelde het boek als 10+, terwijl een andere recensent schreef dat het boek beter geschikt was voor een jonger publiek, bestaande uit 8 tot 20-jarigen, en beweerde dat oudere lezers het moeilijk zouden vinden om het overdreven drama te geloven.

## Ontvangst
De roman kreeg positieve recensies, maar over het algemeen veel minder aandacht dan de eerste in de serie. Preeja Aravind van The Free Press Journal meende dat het boek een beroep doet op de reeds gevestigde fantasie van Riordan, waarbij de oude personages ontwikkeling laten zien. Hoewel hij zegt dat het boek een op zichzelf staand boek is, raadt Aravind aan eerst de voorganger te lezen. Gillian P. van Pikes Peak Library District's Teen Team dacht daar anders over, beoordeelde het boek 5/5 en noemde het "net zo goed als het eerste boek", en beveelt het ten zeerste aan aan fans van Percy Jackson & the Olympians en The Heroes of Olympus.
Een onderwerp dat vaak door critici wordt opgemerkt, zijn de personages en hun ontwikkeling. Carrie R. Wheadon van Common Sense Media prijst de toevoeging van personages zoals het ex-onsterfelijke koppel Emmie en Jo als een manier om de diepte te vergroten. Ze merkt op dat deze roman meer een verkenning is van andere personages en hun relaties met Apollo dan over de god zelf. Karen Rought van Hypable stelt dat de voortdurende introductie van diverse karakters door de auteur volkomen natuurlijk aanvoelt en nooit geforceerd is. Bijzonder interessant vindt ze de relatie tussen Apollo en Calypso. Pamela Kramer, voormalig National Book Reviewer voor Examiner.com, prees ook de karakterisering van Apollo en noemde hem 'de helderste zon van allemaal'. Ze waardeerde Riordan's keuze om de god biseksueel te maken. Niet alle recensenten dachten echter dat deze karakterontwikkeling de roman ten goede kwam.
Recensenten waren verdeeld over het onderwerp van het snelle tempo van de roman. Wheadon van Common Sense Media bekritiseert de snelle actie en stelt dat de lezer hierdoor belangrijke details vergeet. The Times of India daarentegen complimenteert het tempo en schrijft dat het de lezer de tijd geeft om even stil te staan en na te denken over het contrast tussen onsterfelijkheid en een zinvol leven.
Hypable's recensie prijst hoe Riordan erin slaagt om zelfs in moeilijke situaties humor bij te brengen. Karen Yingling, die schrijft voor Young Adult Books Central, is het daarmee eens. Ze beoordeelt het boek met 5/5 en waardeert hoe de beschrijvingen van willekeurige feiten die niet belangrijk zijn voor de plot, humor toevoegen. Ze waardeert ook "zijn opname van zeer obscure mythologische personages, en de manier waarop hij erin slaagt om hun mythologische verhaal in het zijne te verwerken."
Het tijdschrift AudioFile prees de gesproken tekst van het audioboek en schreef: "Verteller Robbie Daymond is perfect afgestemd op het moment dat de gebeurtenissen een donkerdere wending nemen in dit vervolg op The Hidden Oracle.... Er is hier genoeg avontuur en humor, en luisteraars zullen deze aflevering al afmaken enthousiast voor de volgende".
De roman werd genomineerd voor Best Middle Grade & Children's Book of 2017 in de Goodreads Choice Awards en eindigde op de tweede plaats, achter The Ship of the Dead, ook geschreven door Riordan.

## Vervolg
Het derde boek van De beproevingen van Apollo is De brandende Doolhof, en is gelanceerd op 1 mei 2018.